# Générateur de basses fréquences
Pour les articles homonymes, voir GBF.
 (mars 2020).

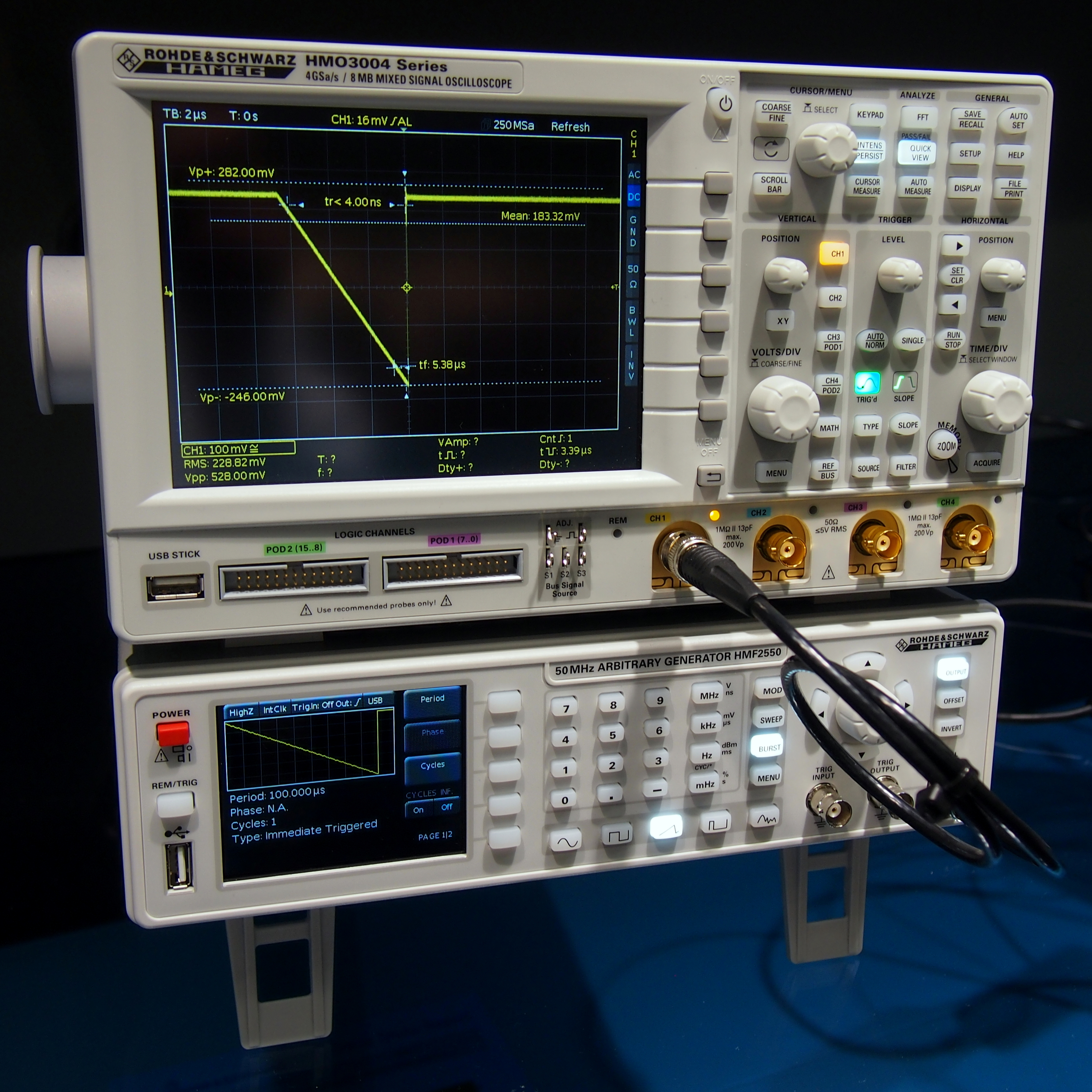
oscilloscope et générateur de basses fréquences

Un générateur de basses fréquences (GBF), encore appelé générateur de fonctions, est un appareil utilisé dans le domaine de l'électronique à des fins de test ou de dépannage de matériels électroniques. Il permet de délivrer un signal avec la fréquence désirée sous forme de sinusoïdes, de créneaux, ou de triangles. Ce signal peut être observé grâce à un oscilloscope.
De nombreux paramètres de réglage permettent de modifier la forme du signal. En effet, il est possible de modifier la fréquence et le rapport cyclique mais aussi l'amplitude du signal, voire de le moduler par un autre signal. L'ajout d'une composante continue est également souvent possible.
Les générateurs numériques constitués sur la base de DSP peuvent être programmables et générer des formes de signal quasi quelconques. Pour cela, il suffit de créer une table de fonction polynomiale et de la rentrer comme une table d'échantillons à fournir au CNA.